# Turiúba
Turiúba este un oraș în São Paulo (SP), Brazilia.